# Erecananinae
Sous-famille
Les Erecananinae sont une sous-famille d'opilions laniatores de la famille des Podoctidae.

## Distribution
Les espèces de cette sous-famille se rencontrent en Afrique, en Océanie et en Asie.

## Liste des genres
Selon World Catalogue of Opiliones (01/07/2021) :
- Erecanana Strand, 1911
- Iyonus Suzuki, 1964
- Lomanius Roewer, 1923
- Paralomanius Goodnight & Goodnight, 1948
- Strandibalonius Roewer, 1912

## Publication originale
- Roewer, 1912 : « Die Familien der Assamiiden und Phalangodiden der Opiliones-Laniatores. (= Assamiden, Dampetriden, Phalangodiden, Epedaniden, Biantiden, Zalmoxiden, Samoiden, Palpipediden anderer Autoren). » Archiv für Naturgeschichte, sér. A, vol. 78, no 3, p. 1–242 (texte intégral).